# ジョルジュ・カロ
ジョルジュ・カロ（Georges Callot、1857年4月17日 - 1903年6月23日) は、フランスの画家である。風俗画やヌードを含む女性を描いた作品で知られている。私立の美術学校、アカデミー・ドレクリューズ(Académie Delécluse)で教えた。

## 略歴
パリで生まれた。パリの国立高等装飾美術学校で学んだ後、パリ国立高等美術学校で人物画を得意とする画家のルイ・アダン（Louis Emile Adan. 1839-1937）に学んだ
。1877年からパリのサロンに出展し、1882年に3等のメダル、1888年に2等のメダルを受賞した。1890年にサロンが民営化された後は国民美術協会の会員として活動した。1893年にニューヨークを訪れている。
19世紀末に画家のオーギュスト・ジョゼフ・ドレクリューズ（Auguste Joseph Delécluse）がパリのモンパルナスに設立した私立の美術学校、アカデミー・ドレクリューズの共同設立者となり、そこで教えた。この学校は特に女性画家が多く学んだことで知られている。
1901年にロンドンのロイヤル・アカデミー・オブ・アーツの展覧会にも出展した。1903年にパリ市庁舎の装飾画を描いたがその年、46歳でパリで亡くなった。
ジョルジュ・カロの作品はマルヌ県のシャロン＝アン＝シャンパーニュの美術館（Musée des Beaux-Arts et d'Archéologie de Châlons-en-Champagne）やパリのオルセー美術館に収蔵されている。

## 作品

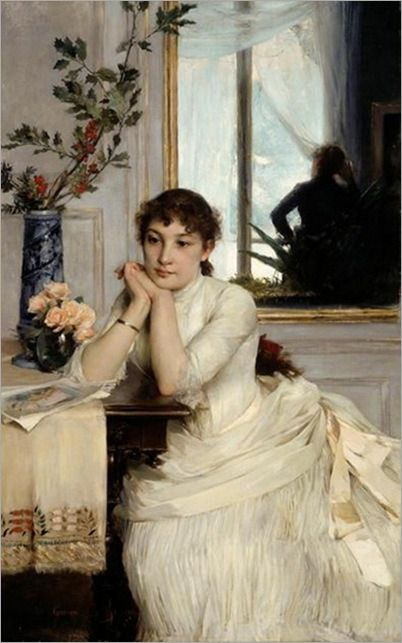
人を待つ女性 (1886)
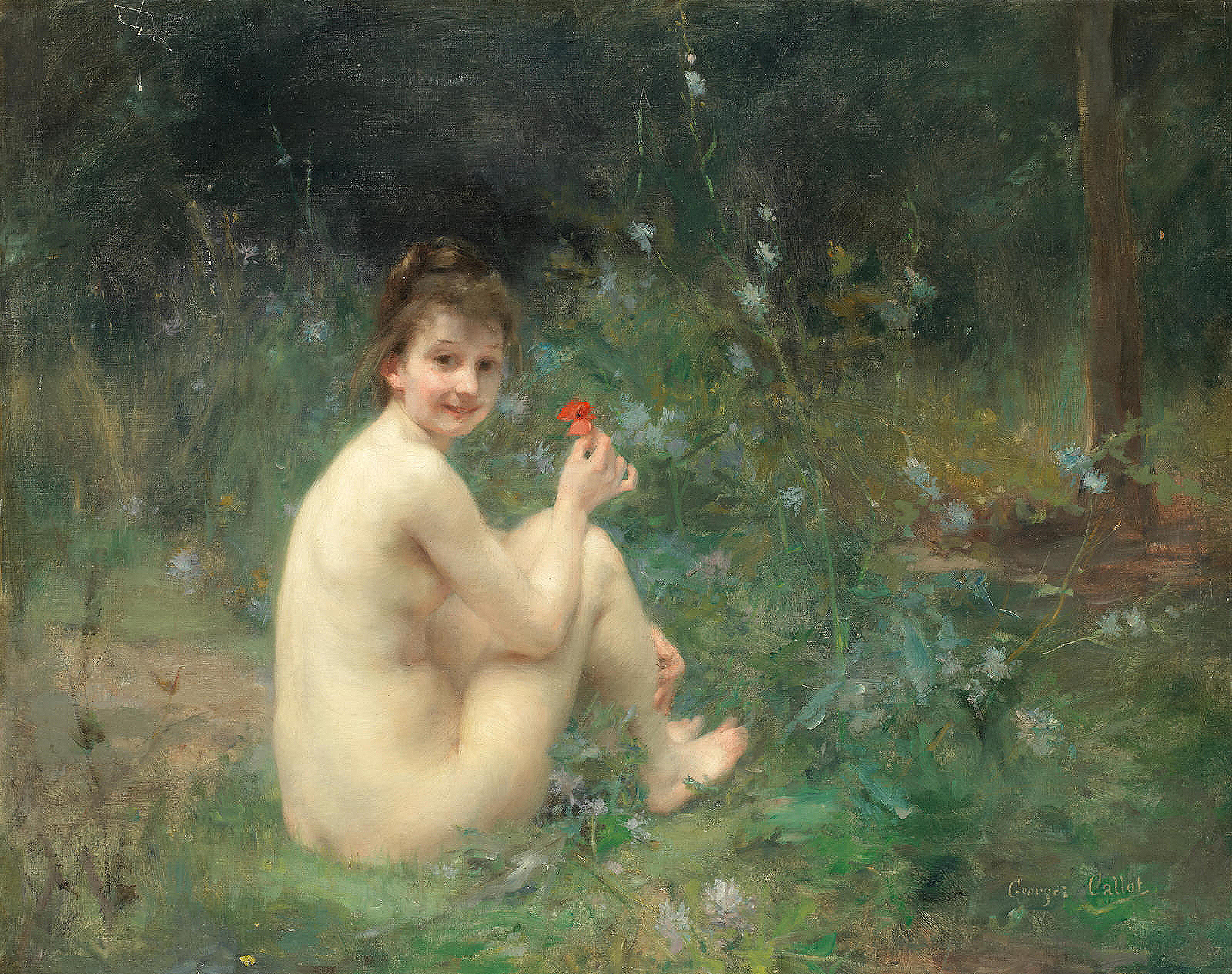
風景の中のヌード
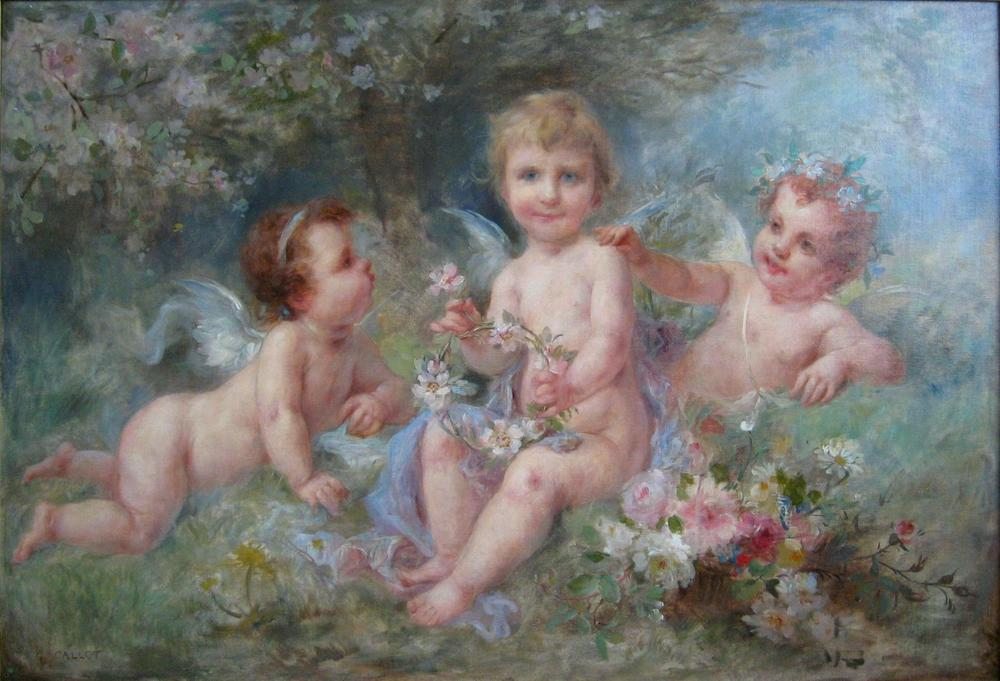
フローラ
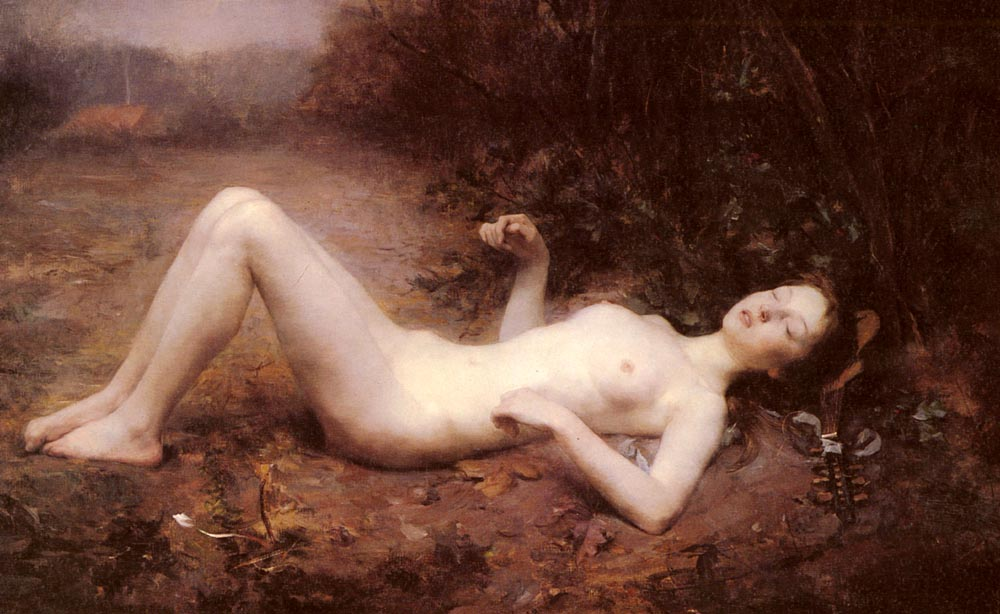
マンドリンとヌード